# هیلبرت (دهانه)
هیلبرت یک دهانه برخوردی در ماه‌ است.

## دهانه‌های اقماری
این دهانه ۸ دهانه اقماری دارد.
| Hilbert | عرض جغرافیایی | طول جغرافیایی | قطر          |
| ------- | ------------- | ------------- | ------------ |
| A       | ۱۵.۹° S       | ۱۰۸.۷° E      | ۱۱.۰ کیلومتر |
| E       | ۱۶.۵° S       | ۱۱۱.۸° E      | ۴۹.۰ کیلومتر |
| G       | ۱۹.۰° S       | ۱۱۴.۰° E      | ۵۰.۰ کیلومتر |
| H       | ۱۸.۲° S       | ۱۰۹.۶° E      | ۱۴.۰ کیلومتر |
| L       | ۲۱.۲° S       | ۱۰۸.۹° E      | ۳۲.۰ کیلومتر |
| S       | ۱۸.۱° S       | ۱۰۵.۸° E      | ۱۲.۰ کیلومتر |
| W       | ۱۷.۱° S       | ۱۰۷.۶° E      | ۲۰.۰ کیلومتر |
| Y       | ۱۵.۶° S       | ۱۰۷.۵° E      | ۲۸.۰ کیلومتر |